# Onkogén
Az onkogén egy olyan gén, amely arra serkenti a sejtet, hogy tumorsejtté váljon, esetlegesen rákos megbetegedést okozva ezzel. 

## Proto-onkogén
A proto-onkogén egy olyan gén, mely a sejtosztódás jelátviteli folyamataiban vesz részt termelt fehérjéje által. Aktivációja (például túltermelése) után pedig tumor indukáló tényező lehet belőle, ún. onkogén. 

### Aktiváció
A proto-onkogén onkogénné válhat akár eredeti funkciójának kicsiny megváltozásával is. Két fő aktivációs okot ismerünk:
- A fehérje szerkezetét megváltoztató mutáció a proto-onkogénben, mely lehet:
  - fehérje (enzim) aktivitás növekedés
  - a szabályozás elvesztése
  - hibrid fehérje keletkezése (kromoszomális hiba miatt a sejtosztódásban). Egy ilyen aberráció az őssejtben felnőttkori leukémiához vezet.

- A fehérje koncentráció növekedése, melyet okozhat
  - fehérje kifejeződés növekedése (szabályozási hiba miatt)
  - megnövekedett fehérje stabilitás, megnövelve az életidejét és aktivitását a sejtben
  - gén duplikáció, mely nagyobb mennyiségű fehérjét eredményez.

## Onkogén

### Növekedési faktorok
A növekedési faktorokat néhány speciális sejt bocsátja ki abból a célból, hogy más sejtek osztódását, növekedését elindítsa. Ha egy sejt, mely normális körülmények között nem, de hirtelen mégis elkezd termelni ilyen faktort, az szabályozhatatlan osztódásba kezd, és erre fogja sarkallni az őt körülvevő sejteket is.

### Kinázokés más fehérjék
Hat olyan csoportja van a kinázoknak (fehérje foszforiláló fehérjéknek), melyek onkogénné válhatnak:
1. Receptor tirozin kinázok, melyek tartósan aktiválódhatnak, mint az epidermális növekedési faktor receptor (EGFR).
2. Citoplazmatikus tirozin kinázok, mint az SRC-család, BTK család.
3. Szabályozó GTPázok, például a Ras fehérje.
4. Citoplazmatikus Szerin/Treonin kinázok és szabályozó alegységeik, például a Raf kináz, a ciklin-dependens kinázok túlzott kifejeződés miatt.
5. Adaptor fehérjék a jelátvitelben.
6. Transzkripciós faktorok.